# Distretto di Gmunden
Il distretto di Gmunden (in tedesco: Bezirk Gmunden) è uno dei distretti dello stato austriaco dell'Alta Austria.

## Geografia antropica
Il distretto è suddiviso in 20 comuni di cui 3 con status di città e 7 con diritto di mercato.

### Città
1. Bad Ischl (13.939)
2. Gmunden (13.073)
3. Laakirchen (9.469)

### Comuni mercato
1. Altmünster (9.557)
2. Bad Goisern am Hallstättersee (7.553)
3. Ebensee (8.253)
4. Hallstatt (933)
5. Sankt Wolfgang im Salzkammergut (2.829)
6. Scharnstein (4.757)
7. Vorchdorf (7.287)

### Comuni
1. Gosau (1.908)
2. Grünau im Almtal (2.077)
3. Gschwandt (2.501)
4. Kirchham (1.905)
5. Obertraun (745)
6. Ohlsdorf (4.703)
7. Pinsdorf (3.583)
8. Roitham (2.019)
9. Sankt Konrad (1.066)
10. Traunkirchen (1.714)

(Popolazione al 2011)